# Mark Boone Junior
Mark Boone Junior, vlastním jménem Mark Heidrich, (* 17. března 1955 Cincinnati) je americký herec. Narodil se do rodiny bývalé učitelky a stavebního poradce. Svou kariéru zahájil poté, co se přestěhoval do New Yorku. Zde se spolu s kamarádem a později dlouholetým spolupracovníkem Stevem Buscemim věnoval stand-up komedii. Hrál ve více než stovce filmů, například Můj nejmilejší bar (1996), Batman začíná (2005) a Pete Smalls Is Dead (2010). Rovněž vystupoval v různých televizních seriálech, mezi něž patří například Zákon gangu, Larry, kroť se a Poslední chlap na Zemi.